# Jadwiga Nowicka
Jadwiga Nowicka (ur. 2 sierpnia 1935 r. w Nowym Piegłowie) – polska nauczycielka, działaczka społeczna i regionalistka.

## Życiorys
Córka Stanisława i Heleny Pietrzaków. Ukończyła szkołę podstawową w Piegłowie Nowym, Państwowe Liceum Pedagogiczne w Mławie (1953) oraz Wyższą Szkołę Pedagogiczną w Krakowie (kierunek filologia polska; 1975). Nauczała języka polskiego w szkołach podstawowych w powiecie mławskim (Żmijewo Kościelne, Morawy, Dźwierznia, Lipowiec Kościelny), następnie w LO w Przasnyszu, gdzie pełniła równocześnie funkcję sekretarki Rady Powiatowej ZNP. Następnie związała się z Ostrołęką. Była radną Wojewódzkiej Rady Narodowej w Ostrołęce, dyrektorką Wydziału Kultury i Sztuki Urzędu Wojewódzkiego (1975–1983) oraz dyrektorką Muzeum Okręgowego (1983–1990). Po przejściu na emeryturę pracowała na część etatu jako naczelniczka Wydziału Kultury Urzędu Miejskiego, a w latach 1995–2003 jako kierowniczka Domu Pomocy Społecznej PCK w Ostrołęce-Wojciechowicach. 
Długoletnia prezeska Towarzystwa Przyjaciół Ostrołęki i przewodnicząca Wojewódzkiej Rady Kobiet. Inicjatorka wielu wydawnictw o Ostrołęce. 
Uhonorowana Krzyżem Kawalerskim Orderu Odrodzenia Polski, odznakami „Zasłużony Działacz Kultury”, „Za zasługi dla województwa ostrołęckiego”, Złotą Odznaką „Za Zasługi dla Miasta Ostrołęki”, Medalem X-lecia Związku Kurpiów „Za zasługi dla regionu kurpiowskiego”, tytułem „Ostrołęczanina Roku 1989”. 